# Blaen

Localització de Blain

Blain (en bretó Blaen, en gal·ló Blaen) és un municipi francès, situat a la regió de país del Loira, al departament de Loira Atlàntic, que històricament va formar part de la Bretanya. L'any 2006 tenia 8.544 habitants. Limita amb Fay-de-Bretagne, Notre-Dame-des-Landes, Héric, La Chevallerais, La Grigonnais, Vay, Le Gâvre, Guenrouet i Bouvron.

## Demografia
| Evolució de la població Ehess i INSEE |       |       |       |       |      |       |       |       |
| 1793                                  | 1800  | 1806  | 1821  | 1831  | 1836 | 1841  | 1846  | 1851  |
| 4 085                                 | 4 500 | 4 215 | 4 476 | 4 899 | -    | 5 441 | 5 896 | 6 170 |

| 1856  | 1861  | 1866  | 1872  | 1876  | 1881  | 1886  | 1891  | 1896  |
| ----- | ----- | ----- | ----- | ----- | ----- | ----- | ----- | ----- |
| 6 502 | 6 781 | 6 865 | 6 825 | 6 807 | 6 660 | 6 728 | 6 787 | 6 601 |

| 1901  | 1906  | 1911  | 1921  | 1926  | 1931  | 1936  | 1946  | 1954  |
| ----- | ----- | ----- | ----- | ----- | ----- | ----- | ----- | ----- |
| 6 618 | 6 737 | 6 625 | 5 962 | 5 880 | 5 978 | 5 851 | 5 801 | 5 659 |

| 1962  | 1968  | 1975  | 1982  | 1990  | 1999  | 2006 | 2011 | 2016 |
| ----- | ----- | ----- | ----- | ----- | ----- | ---- | ---- | ---- |
| 6 531 | 7 052 | 7 153 | 7 366 | 7 434 | 7 733 | -    | -    | -    |

| 2019 | - | - | - | - | - | - | - | - |
| ---- | - | - | - | - | - | - | - | - |
| -    | - | - | - | - | - | - | - | - |

## Administració
| Període   | Identitat      | Partit        |
| --------- | -------------- | ------------- |
| 2001-2008 | Gilles Heurtin | Divers droite |
| 2008-     | Daniel Leroux  | PS            |

## Agermanament
- Alcoutim
- Wootton-Bassett
- Rebrişoara